# هشيش كروي الأبواغ
هشيش كروي الأبواغ (الاسم العلمي: Psathyrella sphaerospora) هو نوع من الفطريات يتبع جنس الهشيش من الفصيلة الهشيشية.